# 金牛座DH
金牛座DH是一顆M型恆星，距離地球140秒差距（456.619 光年）。它與相距15 角秒的金牛座DI組成聯星，並且有一顆可能是棕矮星或大質量系外行星的次恆星。

## 特性
金牛座DH是一顆M型或紅矮星恆星，是銀河系中最常見的恆星類型之一。它的視星等只有13.71，因此從地球不能以裸眼直接看見，它的表面溫度為3,751 K。金牛座DH的質量為0.41 M☉，和估計它的半徑為1.26 R☉。
它的伴星金牛座DH B或金牛座DH b的質量估計在8 MJ和22 MJ之間，因此可能是顆超級木星或棕矮星。其它來源給出的質量高達0.03 M☉，熱光度為0.01 L☉。光譜類型被歸類為M7.5或M9.25。雖然主星仍然有一個原行星盤，且仍在吸積物質，但伴星被一個星周盤（可能是環行星盤，須取決於它的形成歷史）包圍